# Konfederační pohár FIFA 2003 (soupisky)
Soupisky na Konfederační pohár FIFA 2003, který se hrál ve Francii.
| Zlato              | Stříbro            | Bronz              |
| ------------------ | ------------------ | ------------------ |
| Francie • Soupiska | Kamerun • Soupiska | Turecko • Soupiska |

## Skupina A

### Kolumbie
Hlavní trenér:  Francisco Maturana
| Jméno                 | Datum narození | Datum úmrtí                    | Klub                    |
| Brankáři              | Brankáři       | Brankáři                       | Brankáři                |
| --------------------- | -------------- | ------------------------------ | ----------------------- |
| Óscar Córdoba         | 3.2.1970       |                                | Beşiktaş JK             |
| Juan Carlos Henao     | 30.9.1971      |                                | Once Caldas             |
| Neco Martínez         | 11.7.1982      |                                | Envigado FC             |
| Obránci               |                |                                |                         |
| Iván Córdoba -        | 11.8.1976      |                                | FC Inter Milán          |
| Mario Yepes           | 13.1.1976      |                                | FC Nantes               |
| Edgar Ramos           | 27.9.1979      |                                | Independiente Santa Fe  |
| José Mera             | 11.3.1979      |                                | Deportivo Cali          |
| Gerardo Vallejo       | 3.12.1976      |                                | Deportivo Cali          |
| Andrés Mosquera       | 9.7.1978       |                                | Deportivo Cali          |
| Gonzalo Martínez      | 30.11.1975     |                                | SSC Neapol              |
| Záložníci             |                |                                |                         |
| Arnulfo Valentierra   | 16.8.1974      |                                | Once Caldas             |
| Giovanni Hernández    | 16.6.1976      |                                | Deportivo Cali          |
| Elkin Murillo         | 20.9.1977      |                                | Deportivo Cali          |
| Óscar Díaz            | 8.6.1972       |                                | Deportivo Cali          |
| Rubén Darío Velázquez | 18.12.1975     |                                | Once Caldas             |
| Jorge López Caballero | 15.8.1981      |                                | Millonarios FC          |
| Gerardo Bedoya        | 26.9.1975      |                                | Racing Club             |
| Jairo Patiño          | 5.4.1978       |                                | Deportivo Cali          |
| Útočníci              |                |                                |                         |
| Elson Becerra         | 26.4.1978      | 8. ledna 2006 (ve věku 27 let) | Deportes Tolima         |
| Víctor Aristizábal    | 9.12.1971      |                                | Cruzeiro Esporte Clube  |
| Herly Alcázar         | 30.10.1976     |                                | Centauros Villavicencio |
| Eudalio Arriaga       | 19.9.1975      |                                | Atlético Junior         |
| Martín Arzuaga        | 23.7.1981      |                                | Atlético Junior         |

### Francie
Hlavní trenér:  Jacques Santini
| Jméno               | Datum narození | Datum úmrtí | Klub                   |
| Brankáři            | Brankáři       | Brankáři    | Brankáři               |
| ------------------- | -------------- | ----------- | ---------------------- |
| Mickaël Landreau    | 14.5.1979      |             | FC Nantes              |
| Fabien Barthez      | 28.6.1971      |             | Manchester United FC   |
| Grégory Coupet      | 31.12.1972     |             | Olympique Lyon         |
| Obránci             |                |             |                        |
| Philippe Mexès      | 30.3.1982      |             | AJ Auxerre             |
| Bixente Lizarazu    | 9.12.1969      |             | FC Bayern Mnichov      |
| Jean-Alain Boumsong | 14.9.1979      |             | AJ Auxerre             |
| William Gallas      | 17.8.1977      |             | Chelsea FC             |
| Mikaël Silvestre    | 9.8.1977       |             | Manchester United FC   |
| Lilian Thuram       | 1.1.1972       |             | Juventus FC            |
| Willy Sagnol        | 18.3.1977      |             | FC Bayern Mnichov      |
| Záložníci           |                |             |                        |
| Olivier Dacourt     | 25.9.1974      |             | Leeds United FC        |
| Robert Pirès        | 29.10.1973     |             | Arsenal FC             |
| Marcel Desailly -   | 7.9.1968       |             | Chelsea FC             |
| Ludovic Giuly       | 10.7.1976      |             | AS Monaco FC           |
| Jérôme Rothen       | 31.3.1978      |             | AS Monaco FC           |
| Olivier Kapo        | 27.9.1980      |             | AJ Auxerre             |
| Benoît Pedretti     | 12.11.1980     |             | FC Sochaux-Montbéliard |
| Ousmane Dabo        | 8.2.1977       |             | Atalanta BC            |
| Útočníci            |                |             |                        |
| Djibril Cissé       | 12.8.1981      |             | AJ Auxerre             |
| Sylvain Wiltord     | 10.5.1974      |             | Arsenal FC             |
| Thierry Henry       | 17.8.1977      |             | Arsenal FC             |
| Steve Marlet        | 10.1.1974      |             | Fulham FC              |
| Sidney Govou        | 27.7.1979      |             | Olympique Lyon         |

### Japonsko
Hlavní trenér:  Zico
| Jméno             | Datum narození | Datum úmrtí                     | Klub                |
| Brankáři          | Brankáři       | Brankáři                        | Brankáři            |
| ----------------- | -------------- | ------------------------------- | ------------------- |
| Seigó Narazaki    | 11.4.1976      |                                 | Nagoja Grampus      |
| Jóiči Doi         | 25.7.1973      |                                 | FC Tokio            |
| Jošikacu Kawaguči | 15.8.1975      |                                 | Portsmouth FC       |
| Obránci           |                |                                 |                     |
| Akira Narahaši    | 26.11.1971     |                                 | Kašima Antlers      |
| Jutaka Akita      | 6.8.1970       |                                 | Kašima Antlers      |
| Rjúzó Morioka     | 7.10.1975      |                                 | Šimizu S-Pulse      |
| Alessandro Santos | 20.7.1977      |                                 | Šimizu S-Pulse      |
| Cunejasu Mijamoto | 7.2.1977       |                                 | Gamba Ósaka         |
| Keisuke Cuboi     | 16.9.1979      |                                 | Urawa Red Diamonds  |
| Nobuhisa Jamada   | 10.9.1975      |                                 | Urawa Red Diamonds  |
| Záložníci         |                |                                 |                     |
| Džun’iči Inamoto  | 18.9.1979      |                                 | Fulham FC           |
| Tošihiro Hattori  | 23.9.1973      |                                 | Júbilo Iwata        |
| Hidetoši Nakata - | 22.1.1977      |                                 | Parma Calcio 1913   |
| Micuo Ogasawara   | 5.4.1979       |                                 | Kašima Antlers      |
| Šunsuke Nakamura  | 24.6.1978      |                                 | Reggina 1914        |
| Daisuke Macui     | 11.5.1981      |                                 | Kjóto Sanga FC      |
| Daisuke Oku       | 7.2.1976       | 17. října 2014 (ve věku 38 let) | Jokohama F. Marinos |
| Tomokazu Mjódžin  | 24.1.1978      |                                 | Kašiwa Reysol       |
| Kódži Nakata      | 9.7.1979       |                                 | Kašima Antlers      |
| Jasuhito Endó     | 28.1.1980      |                                 | Gamba Ósaka         |
| Útočníci          |                |                                 |                     |
| Jošito Ókubo      | 9.6.1982       |                                 | Cerezo Ósaka        |
| Júičiró Nagai     | 14.2.1979      |                                 | Urawa Red Diamonds  |
| Naohiro Takahara  | 4.6.1979       |                                 | Hamburger SV        |

### Nový Zéland
Hlavní trenér:  Mick Waitt
| Jméno                  | Datum narození | Datum úmrtí | Klub                  |
| Brankáři               | Brankáři       | Brankáři    | Brankáři              |
| ---------------------- | -------------- | ----------- | --------------------- |
| Jason Batty            | 23.3.1971      |             | Caversham AFC         |
| Michael Utting         | 26.5.1970      |             | Football Kingz FC     |
| Mark Paston            | 13.12.1976     |             | Napier City Rovers FC |
| Obránci                |                |             |                       |
| Duncan Oughton         | 14.6.1977      |             | Columbus Crew SC      |
| Dave Mulligan          | 24.3.1982      |             | Barnsley FC           |
| Chris Zoricich -       | 3.5.1969       |             | Newcastle Jets FC     |
| Danny Hay              | 15.5.1975      |             | Walsall FC            |
| Gavin Wilkinson        | 5.11.1973      |             | Portland Timbers      |
| Ryan Nelsen            | 18.10.1977     |             | D.C. United           |
| Scott Smith            | 6.3.1975       |             | Kingstonian FC        |
| Gerard Davis           | 25.9.1977      |             | bez angažmá           |
| Záložníci              |                |             |                       |
| Ivan Vicelich          | 3.9.1976       |             | Roda JC Kerkrade      |
| Aaran Lines            | 27.12.1976     |             | Ruch Chorzów          |
| Mark Burton            | 18.5.1974      |             | Football Kingz FC     |
| Chris Jackson          | 18.7.1970      |             | Football Kingz FC     |
| Raf de Gregorio        | 20.5.1977      |             | Football Kingz FC     |
| Simon Elliott          | 10.6.1974      |             | Los Angeles Galaxy    |
| Noah Hickey            | 9.6.1978       |             | Tampere United        |
| Michael Wilson         | 25.11.1980     |             | Stanford Cardinal     |
| Útočníci               |                |             |                       |
| Chris Killen           | 8.10.1981      |             | Oldham Athletic AFC   |
| Christian Bouckenooghe | 7.2.1977       |             | KSK Ronse             |
| Shane Smeltz           | 29.9.1981      |             | Adelaide City FC      |
| Vaughan Coveny         | 13.12.1971     |             | South Melbourne FC    |

## Skupina B

### Brazílie
Hlavní trenér:  Carlos Alberto Parreira
| Jméno            | Datum narození | Datum úmrtí | Klub                             |
| Brankáři         | Brankáři       | Brankáři    | Brankáři                         |
| ---------------- | -------------- | ----------- | -------------------------------- |
| Dida             | 7.10.1973      |             | AC Milán                         |
| Júlio César      | 3.9.1979       |             | CR Flamengo                      |
| Fábio            | 30.9.1980      |             | CR Vasco da Gama                 |
| Obránci          |                |             |                                  |
| Juliano Belletti | 20.6.1976      |             | Villarreal CF                    |
| Lúcio            | 8.5.1978       |             | Bayer 04 Leverkusen              |
| Juan             | 1.2.1979       |             | Bayer 04 Leverkusen              |
| Gilberto         | 25.4.1976      |             | Grêmio Foot-Ball Porto Alegrense |
| Maurinho         | 11.10.1978     |             | Cruzeiro Esporte Clube           |
| Fábio Luciano    | 29.4.1975      |             | SC Corinthians Paulista          |
| Edu Dracena      | 18.5.1981      |             | Olympiakos Pireus                |
| Kléber           | 1.4.1980       |             | SC Corinthians Paulista          |
| Záložníci        |                |             |                                  |
| Emerson -        | 4.4.1976       |             | AS Řím                           |
| Kléberson        | 19.6.1979      |             | Manchester United FC             |
| Ricardinho       | 23.5.1976      |             | São Paulo FC                     |
| Gil              | 13.9.1980      |             | SC Corinthians Paulista          |
| Eduardo Costa    | 23.9.1982      |             | FC Girondins de Bordeaux         |
| Dudu Cearense    | 15.4.1983      |             | EC Vitória                       |
| Adriano Gabiru   | 8.11.1977      |             | CA Paranaense                    |
| Alex             | 14.9.1977      |             | Cruzeiro Esporte Clube           |
| Útočníci         |                |             |                                  |
| Ronaldinho       | 21.3.1980      |             | Paris Saint-Germain FC           |
| Adriano          | 17.2.1982      |             | Parma Calcio 1913                |
| Ilan             | 18.9.1980      |             | CA Paranaense                    |
| Luís Fabiano     | 8.11.1980      |             | São Paulo FC                     |

### Kamerun
Hlavní trenér:  Winfried Schäfer
| Jméno                    | Datum narození | Datum úmrtí                         | Klub                 |
| Brankáři                 | Brankáři       | Brankáři                            | Brankáři             |
| ------------------------ | -------------- | ----------------------------------- | -------------------- |
| Idriss Carlos Kameni     | 18.2.1984      |                                     | AS Saint-Étienne     |
| Eric Kwekeu              | 11.3.1980      |                                     | Bamboutos FC         |
| André-Joël Eboué         | 25.6.1974      |                                     | Stade Beaucairois    |
| Obránci                  |                |                                     |                      |
| Bill Tchato              | 14.5.1975      |                                     | Montpellier HSC      |
| Jean-Joël Perrier-Doumbé | 27.9.1978      |                                     | AJ Auxerre           |
| Rigobert Song -          | 1.7.1976       |                                     | RC Lens              |
| Timothée Atouba          | 17.2.1982      |                                     | FC Basilej           |
| Pierre Njanka            | 15.3.1975      |                                     | RC Strasbourg Alsace |
| Lucien Mettomo           | 19.4.1977      |                                     | 1. FC Kaiserslautern |
| Gustave Bahoken          | 19.6.1979      |                                     | Livingston FC        |
| Záložníci                |                |                                     |                      |
| Modeste M'bami           | 9.10.1982      | 7. ledna 2023 (ve věku 40 let)      | CS Sedan             |
| Geremi Njitap            | 20.12.1978     |                                     | Middlesbrough FC     |
| Achille Emaná            | 5.6.1982       |                                     | Toulouse FC          |
| Joël Epalle              | 20.2.1978      |                                     | Aris Soluň           |
| Valéry Mézague           | 8.12.1983      | 15. listopadu 2014 (ve věku 30 let) | Montpellier HSC      |
| Marc-Vivien Foé          | 1.5.1975       | 26. června 2003 (ve věku 28 let)    | Manchester City FC   |
| Eric Djemba-Djemba       | 4.5.1981       |                                     | FC Nantes            |
| Nana Falemi              | 5.5.1974       |                                     | FCSB                 |
| Útočníci                 |                |                                     |                      |
| Samuel Eto'o             | 10.3.1981      |                                     | RCD Mallorca         |
| Pius N'Diefi             | 5.7.1975       |                                     | CS Sedan             |
| Mohammadou Idrissou      | 8.3.1980       |                                     | Hannover 96          |
| Joseph-Désiré Job        | 1.12.1977      |                                     | Middlesbrough FC     |
| Claude Ngon A Djam       | 24.1.1980      |                                     | Canon Yaoundé        |

### Turecko
Hlavní trenér:  Şenol Güneş
| Jméno              | Datum narození | Datum úmrtí | Klub                |
| Brankáři           | Brankáři       | Brankáři    | Brankáři            |
| ------------------ | -------------- | ----------- | ------------------- |
| Rüştü Reçber       | 10.5.1973      |             | Fenerbahçe SK       |
| Ömer Çatkıç        | 15.10.1974     |             | Gaziantepspor       |
| Murat Şahin        | 4.2.1976       |             | Adanaspor           |
| Obránci            |                |             |                     |
| Fatih Sonkaya      | 1.7.1981       |             | Roda JC Kerkrade    |
| Bülent Korkmaz -   | 24.11.1968     |             | Galatasaray SK      |
| Fatih Akyel        | 26.12.1977     |             | Fenerbahçe SK       |
| Alpay Özalan       | 29.5.1973      |             | Aston Villa FC      |
| Ergün Penbe        | 17.5.1972      |             | Galatasaray SK      |
| Ahmet Yıldırım     | 25.2.1974      |             | Beşiktaş JK         |
| Deniz Barış        | 2.7.1977       |             | Gençlerbirliği SK   |
| İbrahim Üzülmez    | 10.3.1974      |             | Beşiktaş JK         |
| Servet Çetin       | 17.3.1981      |             | Fenerbahçe SK       |
| Záložníci          |                |             |                     |
| Serkan Balcı       | 22.8.1983      |             | Gençlerbirliği SK   |
| Volkan Arslan      | 29.8.1978      |             | Kocaelispor         |
| Selçuk Şahin       | 31.1.1981      |             | İstanbulspor        |
| İbrahim Toraman    | 20.11.1981     |             | Gaziantepspor       |
| Gökdeniz Karadeniz | 11.1.1980      |             | Trabzonspor         |
| Útočníci           |                |             |                     |
| Tuncay Şanlı       | 16.1.1982      |             | Fenerbahçe SK       |
| Yıldıray Baştürk   | 24.12.1978     |             | Bayer 04 Leverkusen |
| Nihat Kahveci      | 23.11.1979     |             | Real Sociedad       |
| Okan Yılmaz        | 16.5.1978      |             | Bursaspor           |
| Hüseyin Kartal     | 1.1.1982       |             | MKE Ankaragücü      |
| Necati Ateş        | 3.1.1980       |             | Adanaspor           |

### USA
Hlavní trenér:  Bruce Arena
| Jméno            | Datum narození | Datum úmrtí | Klub                   |
| Brankáři         | Brankáři       | Brankáři    | Brankáři               |
| ---------------- | -------------- | ----------- | ---------------------- |
| Joe Cannon       | 1.1.1975       |             | RC Lens                |
| Tim Howard       | 6.3.1979       |             | New York Red Bulls     |
| Marcus Hahnemann | 15.6.1972      |             | Reading FC             |
| Obránci          |                |             |                        |
| Gregg Berhalter  | 1.8.1973       |             | FC Energie Cottbus     |
| Greg Vanney      | 11.6.1974      |             | SC Bastia              |
| Steve Cherundolo | 19.2.1979      |             | Hannover 96            |
| Carlos Bocanegra | 25.5.1979      |             | Chicago Fire           |
| Danny Califf     | 17.3.1980      |             | Los Angeles Galaxy     |
| Cory Gibbs       | 14.1.1980      |             | FC St. Pauli           |
| Záložníci        |                |             |                        |
| Frankie Hejduk   | 5.8.1974       |             | Columbus Crew SC       |
| Pablo Mastroeni  | 26.8.1976      |             | Colorado Rapids        |
| Eddie Lewis      | 17.5.1974      |             | Preston North End FC   |
| Earnie Stewart - | 28.3.1969      |             | D.C. United            |
| Clint Mathis     | 25.11.1976     |             | New York Red Bulls     |
| Kyle Martino     | 19.2.1981      |             | Columbus Crew SC       |
| Chris Armas      | 27.8.1972      |             | Chicago Fire           |
| Bobby Convey     | 27.5.1983      |             | D.C. United            |
| DaMarcus Beasley | 24.5.1982      |             | Chicago Fire           |
| Chris Klein      | 4.1.1976       |             | Sporting Kansas City   |
| Útočníci         |                |             |                        |
| Jovan Kirovski   | 18.3.1976      |             | Birmingham City FC     |
| Landon Donovan   | 4.3.1982       |             | San Jose Earthquakes   |
| Taylor Twellman  | 29.2.1980      |             | New England Revolution |
| Jeff Cunningham  | 21.8.1976      |             | Columbus Crew SC       |